# Maksym Radziwill

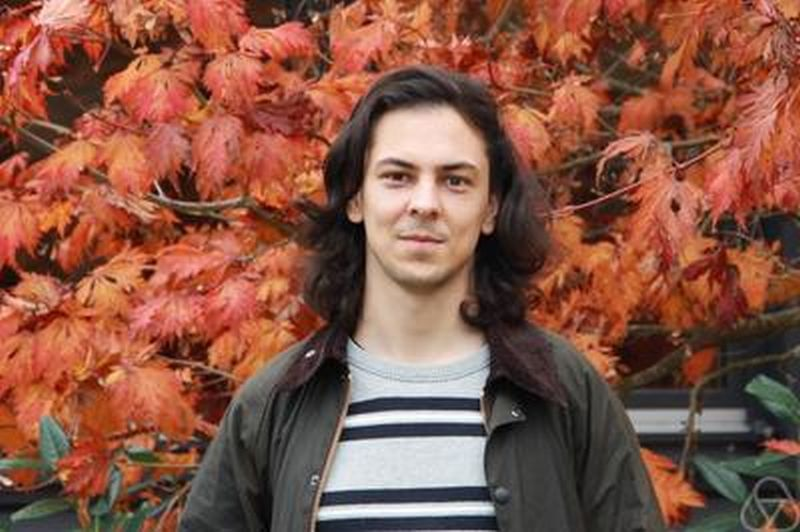
Maksym Radziwill, Oberwolfach 2013

Maksym Radziwill (* 24. Februar 1988 in Moskau) ist ein aus Russland stammender kanadischer Mathematiker, der sich mit analytischer Zahlentheorie befasst.
Radziwill wurde 2013 an der Stanford University bei Kannan Soundararajan promoviert (Zero-distribution and size of the Riemann zeta-function on the critical line). Als Post-Doktorand war er am Institute for Advanced Study. Er war am Centre de Recherches Mathématiques und an der Rutgers University und war Assistant Professor an der McGill University. Nach einer Professur am California Institute of Technology wechselte Radziwill 2022 an die University of Texas at Austin.
Er befasste sich anfangs mit der riemannschen Zetafunktion. Für 2016 erhielt er mit Kaisa Matomäki den  SASTRA Ramanujan Prize. Der Preis wurde insbesondere für ihre gemeinsame Veröffentlichung Multiplicative functions in short intervals von 2016 vergeben, die nach der Laudatio einen revolutionären Fortschritt in der analytischen Zahlentheorie darstellt. Sie stellt eine Verbindung zwischen dem Verhalten multiplikativer zahlentheoretischer Funktionen (wie der Möbiusfunktion und der Liouville-Funktion) in kleinen Abständen zu der in großen Abständen her (wo deren Verhalten teilweise gut bekannt ist). Sie wandten den Satz zum Beispiel an, um Fortschritte bei der offenen Chowla-Vermutung zu erzielen (gemittelte Version der Vermutung).
Für 2018 wurden Radziwill der Coxeter-James-Preis und der Ribenboim-Preis zugesprochen, für 2019 der Stefan-Banach-Preis. 2019 erhielt er mit Matomäki den New Horizons in Mathematics Prize. 2018 war er eingeladener Sprecher auf dem Internationalen Mathematikerkongress in Rio de Janeiro (Multiplicative functions in short intervals, and correlations of multiplicative functions, mit Matomäki). Für 2023 wurde er mit Matomäki mit dem Colepreis der AMS ausgezeichnet.

## Schriften
- mit K. Matomäki: Multiplicative functions in short intervals. In: Annals of Mathematics. Band 183, 2016, S. 1015–1056, Arxiv.
- mit K. Matomäki, Terence Tao: An averaged form of Chowla´s conjecture. In: Algebra & Number Theory. Band 9, 2015, S. 2167–2196, Arxiv.